# Lords of the Underground
Lords of the Underground est un groupe de hip-hop américain, originaire de Newark, dans le New Jersey. Les rappeurs Mr. Funke et DoitAll Dupré font la rencontre du disc jockey Lord Jazz pendant leurs études à l'Université Shaw. Le groupe est auteur de plusieurs singles à succès tels que Funky Child et Tic Toc. Les membres se séparent en 1995 et se reforment en 1999 pour la publication d'un troisième album, Resurrection.  En 2014, ils font paraître une compilation fêtant leur vingt années d'existence, Lotug 20: The 20th Anniversary Collection, Vol. 1.

## Biographie
Les MCs Mr. Funke et DoltAll Dupré font la rencontre du disc jockey Lord Jazz pendant leurs études à l'Université Shaw. Un ami de Doitall les présente au producteur Marley Marl, qui, impressionné par leur flow, les invite par la suite à venir enregistrer dans son propre studio, avec l'aide de K-Def.
Le premier album du groupe, Here Come the Lords, duquel est extrait leur titre phare, Chief Rocka, est publié en 1993 et rencontre un succès honorable. Avant même la publication de l'album, les trois singles — Psycho, Funky Child, et Chief Rocka — qui y sont extraits se placent dans les classements musicaux,. L'album atteint la 13e place des R&B Albums et 66e place du Billboard 200. À la fin de 1993, le groupe est récompensé au BET Awards dans la catégorie de « meilleur groupe rap de l'année ». En 1994, le groupe compose et publie Keepers of the Funk, son deuxième album, qui comprend le single à succès Tic Toc. George Clinton fait un featuring sur le single-titre Keepers of the Funk. L'album atteint la 16e place des R&B Albums et 57e place du Billboard 200. Keepers of the Funk est positivement accueilli bien qu'il n'atteigne pas le succès similaire à celui de leur dernier opus. 
Le groupe se sépare en 1995, avant de se reformer en 1999. Ils publient leur troisième album, Resurrection le 6 avril 1999, après quatre ans d'inactivité.
En 2007, Lords of the Underground fait paraître son quatrième album, House of Lord. Une tournée internationale pour la promotion de l'album est ensuite lancée, incluant des dates européennes entre juin et août 2007. En 2011, le groupe annonce la parution, sans communiquer de date, d'un cinquième album fêtant sa vingtième année d'existence. Le 8 juillet 2014, le groupe fait paraître une compilation au label Pirate Recordings, Lotug 20: The 20th Anniversary Collection, Vol. 1.

## Discographie
- 1993 : Here Come the Lords
- 1994 : Keepers of the Funk
- 1999 : Resurrection
- 2007 : House of Lords